# Jean Schneitzhoeffer
Jean Schneitzhoeffer, född 13 eller 15 oktober 1785 i Toulouse, Frankrike, död 4 oktober 1852 i Paris, var en fransk kompositör. Han har bland annat tonsatt baletten Sylfiden.

## Fotnoter
1. ↑  SNAC, SNAC Ark-ID: w63x8chc, läs online, läst: 9 oktober 2017.[källa från Wikidata]
2. ↑  Bibliothèque nationale de France, BnF Catalogue général : öppen dataplattform, id-nummer i Frankrikes nationalbiblioteks katalog: 13546832j, läst: 10 oktober 2015.[källa från Wikidata]